# Estação Parada Bananal
A Parada Bananal é uma estação de trem localizada no Rio de Janeiro.
A estação foi operada pela Central e funcionou até 29 de maio de 2011, quando o Ramal de Guapimirim foi repassado para SuperVia.
Quando a SuperVia assumiu o Ramal, a estação teve que ser temporariamente desativada para ampliação da plataforma, que só seria entregue 2 anos depois. Parte do atraso na entrega da obra se deu por conta do reapossamento de um terreno da RFFSA que tinha sido murado no entorno da estação, o espaço hoje é uma praça arborizada e gramada, mas sem bancos. Outro motivo para a demora da entrega da obra foi também a abertura de uma rua que dava acesso, não só a estação, mas também ao Hospital Municipal José Rabello de Mello. Atualmente a estação encontra-se em funcionamento.

## História do Ramal Guapimirim
A ferrovia que ligava Magé a Teresópolis foi aberta em 1908, partindo do Porto da Piedade, nos fundos da Baía da Guanabara e chegando ao Alto de Teresópolis depois de diversas inaugurações parciais de trechos a partir da Piedade desde 1896. Em 1919, a ferrovia foi encampada pela E. F. Central do Brasil, que prolongou a linha até a Várzea de Teresópolis.
Já antes de 1940, porém, o trecho entre Porto da Piedade e Magé foi suprimido, e os trens para Teresópolis, operados pela Central do Brasil, passaram a sair da estação de Barão de Mauá e seguindo pela linha da Leopoldina até Magé, daí entravam pela linha original.
Em 9 de março de 1957, a linha foi entregue à Leopoldina, que imediatamente suprimiu o trecho Guapimirim-Teresópolis. Hoje, a cidade do Rio de Janeiro é ligada a Guapimirim pelo Ramal Guapimirim, onde a transferência dos trens elétricos para os trens a diesel é feita na Estação Saracuruna. Esse ramal é operado desde 2011 pela SuperVia.

## História da Estação
A Parada Bananal foi inaugurada no dia 24 de Janeiro de 1940 como cortesia aos fazendeiros que possuíam enormes plantações de bananas na região, por isso o nome do bairro e da parada: Bananal . A parada, que além de dar acesso aos casarões das fazendas, também era responsável pelo distribuição e abastecimento dessa produção para toda região de Magé e do Mercado Municipal da cidade do Rio de Janeiro. 

### Fábrica de Doces Colombo
Durante anos, carregamentos de bananas foram realizados na estação com o destino à Fábrica de Doces Colombo, que absorvia parte das bananas dos bananais da região na década de 50.